# Tamás Sudár
Tamás Sudár (ur. 13 lipca 1941 w Budapeszcie, zm. 24 marca 2021) – węgierski skoczek narciarski. Uczestnik Zimowych Igrzysk Olimpijskich 1960, medalista mistrzostw kraju. Po zakończeniu kariery trener tej dyscypliny sportu.

## Życiorys
Zaczął jeździć na nartach w wieku 7 lat, a jako 11-latek rozpoczął treningi skoków narciarskich w klubie Honvéd SE z Budapesztu. W swojej karierze zdobywał medale mistrzostw Węgier – w rywalizacji indywidualnej trzykrotnie sięgał po srebrny medal (1959, 1961 i 1963), a w rywalizacji drużynowej dwukrotnie (1963 i 1965) został mistrzem kraju.
Wystartował w Zimowych Igrzyskach Olimpijskich 1960 w Squaw Valley i w konkursie skoków na skoczni normalnej zajął 41. miejsce. W zawodach tych startował mimo odniesionej kontuzji. Zdjęcie z jego skoku znalazło się na okładce magazynu Life w numerze z 29 lutego 1960. W latach 1961–1964 startował w konkursach Turnieju Czterech Skoczni. Najwyższe miejsce w karierze zajął 6 stycznia 1963 w Bischofshofen, gdzie był 43.
Rywalizował w zawodach przez 15 lat. Po zakończeniu kariery został trenerem skoków narciarskich, w roli tej pojechał między innymi na Zimowe Igrzyska Olimpijskie 1968, gdzie prowadził László Gelléra.
W maju 1968 wziął ślub z Marią Bálint, z którą pozostawał w związku małżeńskim przez blisko 53 lata, aż do śmierci. Mieli dwóch synów i trzy wnuczki. Zmarł 24 marca 2021.

## Osiągnięcia

### Igrzyska olimpijskie
| Igrzyska           | Data           | Skocznia | Konkurs | Skok 1    | Skok 1 | Skok 2    | Skok 2 | Nota łączna | Miejsce | Strata | Zwycięzca        | Źródło |
| Igrzyska           | Data           | Skocznia | Konkurs | Odległość | Nota   | Odległość | Nota   | Nota łączna | Miejsce | Strata | Zwycięzca        | Źródło |
| ------------------ | -------------- | -------- | ------- | --------- | ------ | --------- | ------ | ----------- | ------- | ------ | ---------------- | ------ |
| 1960, Squaw Valley | 28 lutego 1960 | normalna | ind.    | 73,5      | 84,1   | 64,0      | 81,7   | 165,8       | 41.     | 61,4   | Helmut Recknagel | [ 5 ]  |